# Хабаровский государственный цирк
Хабаровский государственный цирк — цирк в Хабаровске.
Передвижной цирк-шапито в Хабаровске работал с начала XX века. С 1930-х и до конца 1950-х годов цирк-шапито находился недалеко от площади Ленина. С началом строительства главного корпуса Хабаровского медицинского института цирк переехал на ул. Льва Толстого (перекрёсток с Амурским бульваром).
Новое здание Хабаровского цирка на 1300 мест построено в 2001 году в парке имени Юрия Гагарина.

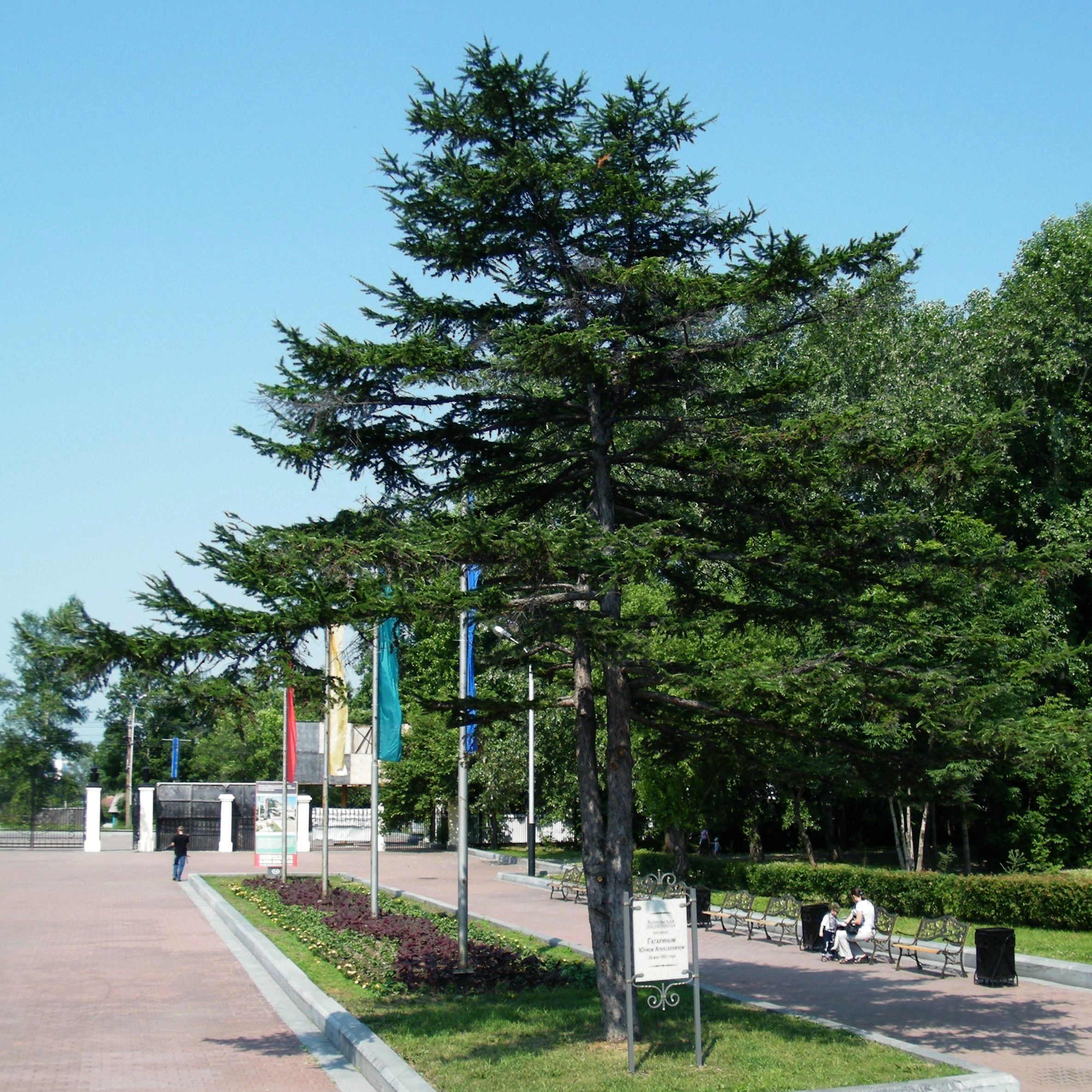
Курильская лиственница, посаженная в Хабаровске Юрием Гагариным 29 мая 1962 года.

В 1950-х годах был разбит парк в Индустриальном районе Хабаровска. Юрий Алексеевич Гагарин, посещая Дальний Восток, посадил в парке курильскую лиственницу. В дальнейшем парк назван именем первого космонавта. Здание цирка построено рядом с историческим деревом. Парк имени Юрия Гагарина реконструирован, обрёл детскую направленность (построены аттракционы, детские кафе).